# Назик аль-Малаика
Назик аль-Малаика (араб. نازك الملائكة‎; Пустой шаблон {{ВД-Преамбула}} ) — иракская поэтесса. Известна тем, что была одной из первых арабских поэтесс, использовавших свободный стих.

## Биография
Родилась в Багдаде в интеллигентной семье. Её мать, Сальма аль-Малаика, также была поэтессой, а отец — учителем. Своё первое стихотворение она написала в возрасте 10 лет. В течение жизни изучала английскую и французскую литературу, латынь и греческую поэзию. Окончила Колледж искусств в Багдаде в 1944 году. Поступила в Институт изящных искусств, где окончила музыкальный факультет в 1949 году. В 1959 году получила степень магистра сравнительного литературоведения в Висконсинском университете в Мадисоне с отличием и была назначена профессором в Багдадском университете, Университете Басры и Кувейтском университете. Преподавала в ряде школ и университетов, в частности, в Университете Мосула.
Покинула Ирак в 1970 году вместе со своим мужем Абделем Хади Махбубой и семьёй после прихода к власти в Ираке «Партии арабского социалистического возрождения» (Баас). Жила в Кувейте до иракского вторжения в 1990 году. Вместе семьёй переехала в Каир, где прожила до конца жизни. К концу жизни у неё было много проблем со здоровьем, включая болезнь Паркинсона.
Умерла в Каире в 2007 году в возрасте 83 лет.

## Работы
- «The Nights Lover» (عاشقة الليل), первая книга стихов, написанная после окончания учебы;
- «The Cholera» (الكوليرا) (1947) критики считают революцией в современной арабской поэзии;
- «Shrapnel and Ashes» (شظايا ورماد) (1949);
- «Bottom of the Wave» (قرارة الموجة) (1957);
- «Tree of the Moon» (شجرة القمر) (1968);
- «The sea changes its color» ("يغير ألوانه البحر")(1977)[6]/

## Влияние на других авторов
Одно из её стихотворений, «Medinat al Hub», вдохновило иракского художника и учёного Иссама аль-Саида на создание одноимённой работы.
Стихотворение «New Year» вдохновило ливанско-палестинского художника Джассема аль-Хинди на создание перформанса «Laundry of Legends».

## Перевод на другие языки

### Английский
Эмили Драмста перевела на английский язык несколько её стихотворений, которые были собраны в книге под названием «Revolt Against The Sun».

### Непальский
Некоторые стихотворения были переведены на непальский язык Суманом Покхрелом и собраны вместе с произведениями других поэтов в антологии «Manpareka Kehi Kavita».